# 노엘 러네이 버시
노엘 러네이 버시(영어: Noëlle Renée Bercy, 1992년 12월 25일 ~ )는 미국의 배우이다.